# Cuasso al Monte
Cuasso al Monte (lombardul: Coass) település Olaszországban, Varese megyében. Lakosainak száma 3515 fő (2023. január 1.). Cuasso al Monte Arcisate, Besano, Bisuschio, Cugliate-Fabiasco, Marchirolo, Marzio, Porto Ceresio, Brusimpiano és Valganna községekkel határos.

## Népesség
A település népességének változása:
| Lakosok száma | 3574 | 3613 | 3515 |
|               | 2017 | 2018 | 2023 |